# Альварес, Эрисланди
Эрисланди Альварес Борхес (исп. Erislandy Alvarez Borges; род. 14 июля 2000, Сьенфуэгос, Куба) — кубинский боксёр-профессионал, выступающий в первой полусредней весовой категории. Олимпийский чемпион 2024 года, серебряный призёр чемпионата мира (2023), серебряный призёр Центральноамериканских и Карибских игр (2023), чемпион Кубы (2022, 2023) среди любителей.
Лучшая позиция по рейтингу BoxRec — 101-я (июнь 2025) и является 2-м (после Кевина Брауна) среди кубинских боксёров первой полусредней весовой категории, — входя в ТОП-105 лучших первого полусреднего веса.

## Любительская карьера
В июле 2017 года стал серебряным призёром чемпионата Кубы среди юношей в легчайшем весе (до 56 кг).
В июле 2018 года стал чемпионом Кубы среди юношей в лёгком весе (до 60 кг).

### Чемпионат Кубы 2019
Выступал в 1-й полусредней весовой категории (до 63 кг). В 1/8 финала проиграл Хорхе Моирану.

### Чемпионат Кубы 2022
Выступал в 1-й полусредней весовой категории (до 63 кг). В 1/8 финала победил Йосвани Сильву. В четвертьфинале победил Рэнди Тамайо. В полуфинале победил Рохерланди Делиса. В финале победил Хорхе Моирана.

### Чемпионат мира 2023
Выступал в лёгкой весовой категории (до 60 кг). В 1/16 финала победил индонезийца Гианлуги Калаипупина. В 1/8 финала победил Алекси де ла Круса из Доминиканской республики. В четвертьфинале победил замбийца Эндрю Чилату. В полуфинале победил иорданца Мохаммада Абу-Джадже. В финале проиграл французу Софьяну Умиа.

### Центральноамериканские и Карибские игры 2023[англ.]
Выступал в 1-й полусредней весовой категории (до 63,5 кг). В 1/8 финала победил гондурасца Брайана Сальгадо. В четвертьфинале победил багамца Рашильда Уильямса. В полуфинале победил коста-риканца Йадера Сентено. В финале проиграл Алекси де ла Крусу из Доминиканской республики.

### Чемпионат Кубы 2023
Выступал в 1-й полусредней весовой категории (до 63 кг). В четвертьфинале победил Луиса Винента. В полуфинале победил Рениера Эрро. В финале победил Рохерланди Делиса.

### Олимпийские игры 2024
Выступал в 1-й полусредней весовой категории (до 63,5 кг). В 1/16 финала победил Джона Уме из Папуа — Новой Гвинеи. В 1/8 финала победил алжирца Джугуртху Аит Бекку. В четвертьфинале победил таиландца Бунджонга Синсири. В полуфинале победил грузина Лашу Гурули. В финале победил француза Софьяна Умиа.

## Профессиональная карьера
Дебютировал на профессиональном ринге 10 февраля 2023 года, победив по очкам.
13 июня 2025 года провёл поединок с 35-летним бразильцем Эдуардо Косту До Насименту (12-4). Бой прошел в Буэнос-Айресе в вечере Сампсона Левковича. Альварес сразу захватил преимушщество, действовал остро и уверенно. На протяжении всей дистанции был активней и точней. Бразилец до последнего раунда не оставлял попытки контратаковать, но делал это слишком читаемо и ему не хватало мастерства. Счет: дважды 99—91 и 100—90.

## Статистика боёв
В таблице перечислены результаты всех поединков боксёров.
В каждой строке указан результат поединка. Дополнительно номер поединка обозначен цветом, который обозначает итог поединка. Расшифровка обозначений и цветов представлена в нижеследующей таблице.
| Пример | Расшифровка                     |
| ------ | ------------------------------- |
|        | Победа                          |
|        | Ничья                           |
|        | Поражение                       |
|        | Планируемый поединок            |
|        | Поединок признан несостоявшимся |
| КО     | Нокаут                          |
| ТКО    | Технический нокаут              |
| PTS    | Решение судей (по очкам)        |
| UD     | Единогласное решение судей      |
| MD     | Решение большинства судей       |
| SD     | Раздельное решение судей        |
| RTD    | Отказ от продолжения боя        |
| DQ     | Дисквалификация                 |
| NC     | Поединок признан несостоявшимся |

| Бой | Дата            | Соперник                     | Место проведения                          | Результат | Примечание                 |
| --- | --------------- | ---------------------------- | ----------------------------------------- | --------- | -------------------------- |
| 4   | 11 апреля 2025  | Брайнер Васкес Соли (21-5-1) | Hotel Melia International, Варадеро, Куба | KO1 (10)  |                            |
| 3   | 27 января 2024  | Роберто Гомес (5-3)          | Cuban Boxing Club, Дубай, ОАЭ             | UD6 (6)   | Счёт: 60-52 (все).         |
| 2   | 3 марта 2023    | Омар Эченике (5-3)           | Hotel Tibisay, Маракайбо, Венесуэла       | TKO1 (6)  |                            |
| 1   | 10 февраля 2023 | Хосе Сегура Торрес (5-10)    | Халиско, Мексика                          | SD6 (6)   | Счёт: 57-56, 56-57, 58-55. |
| Бой | Дата            | Соперник                     | Место проведения                          | Результат | Примечание                 |

## Титулы и достижения

### Любительские
- 2017  Серебряный призёр чемпионата Кубы среди юношей в легчайшем весе (до 56 кг).
- 2018  Чемпион Кубы среди юношей в лёгком весе (до 60 кг).
- 2022  Чемпион Кубы в 1-м полусреднем весе (до 63 кг).
- 2023  Серебряный призёр чемпионата мира в лёгком весе (до 60 кг).
- 2023  Серебряный призёр Центральноамериканских и Карибских игр в 1-м полусреднем весе (до 63,5 кг).
- 2023  Чемпион Кубы в 1-м полусреднем весе (до 63 кг).
- 2024  Олимпийский чемпион в лёгком весе (до 63,5 кг).